# Peintures de la cathédrale Saint-Jean de Besançon
Vous lisez un « bon article » labellisé en 2010.

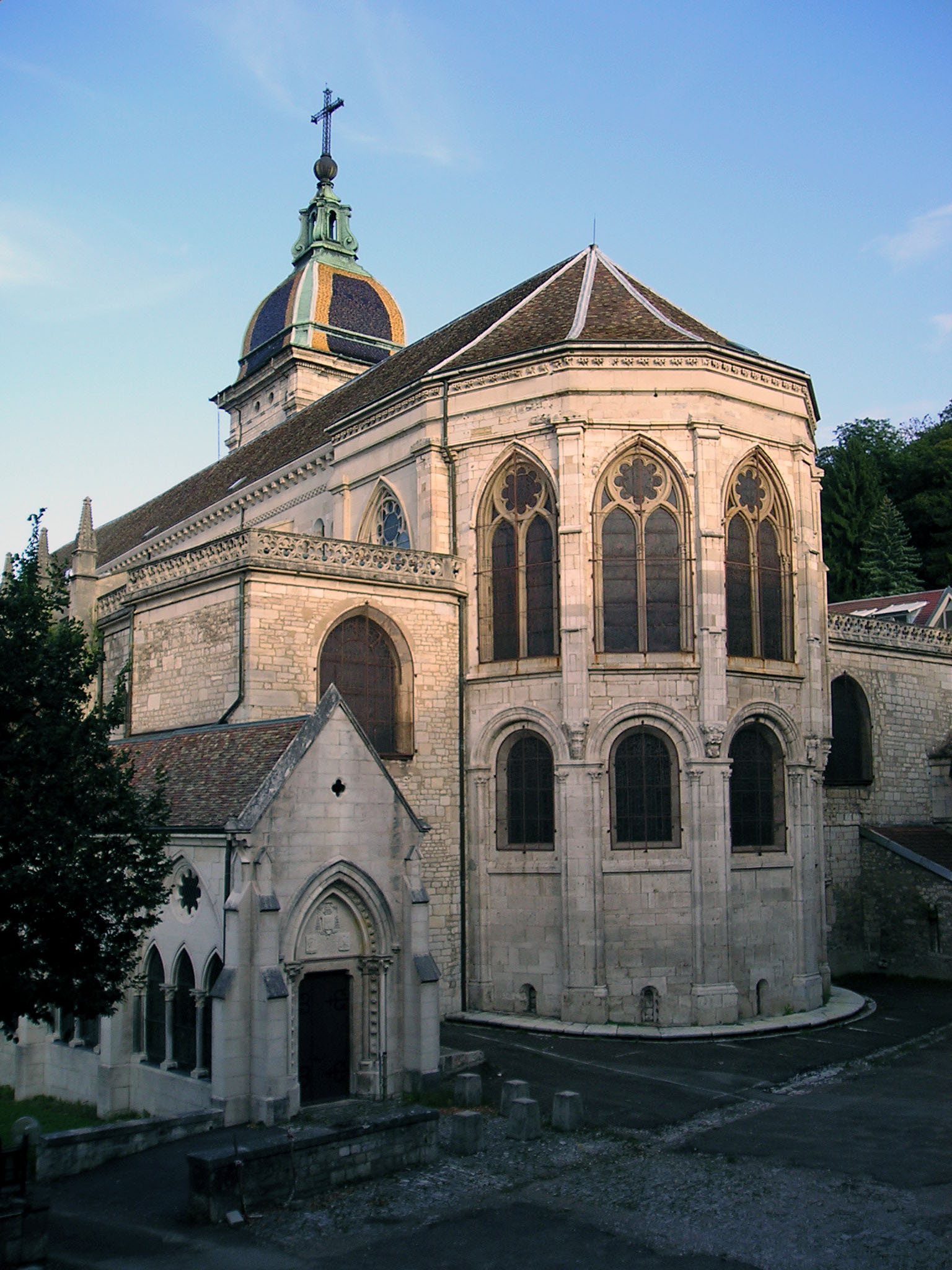
La cathédrale Saint-Jean de Besançon.

La cathédrale Saint-Jean de Besançon recèle au total 35 toiles classées monuments historiques au sein même de l'édifice, dont des chefs-d'œuvre des artistes Fra Bartolomeo, Jean-François de Troy, Charles-Joseph Natoire ou encore Charles André van Loo. La majorité des œuvres fut exécutée au cours du XVIIe siècle, bien que certaines aient été réalisées aux XVIIIe et XIXe siècles. Les plus grandes toiles sont accrochées dans l'abside du Saint-Suaire ainsi que dans la chapelle dite du Sacré-Cœur, mais d'autres œuvres sont également entreposées dans des salles non-ouvertes à la visite, rendant impossible leur contemplation. Actuellement, la cathédrale Saint-Jean est, à Besançon, l'édifice qui conserve le plus grand nombre de toiles après le musée des beaux-arts et d'archéologie et loin devant l'église Sainte-Madeleine ou encore l'observatoire de la ville.

## Histoire de la peinture au sein de la cathédrale

### La destruction de l'église Saint-Étienne (1669)

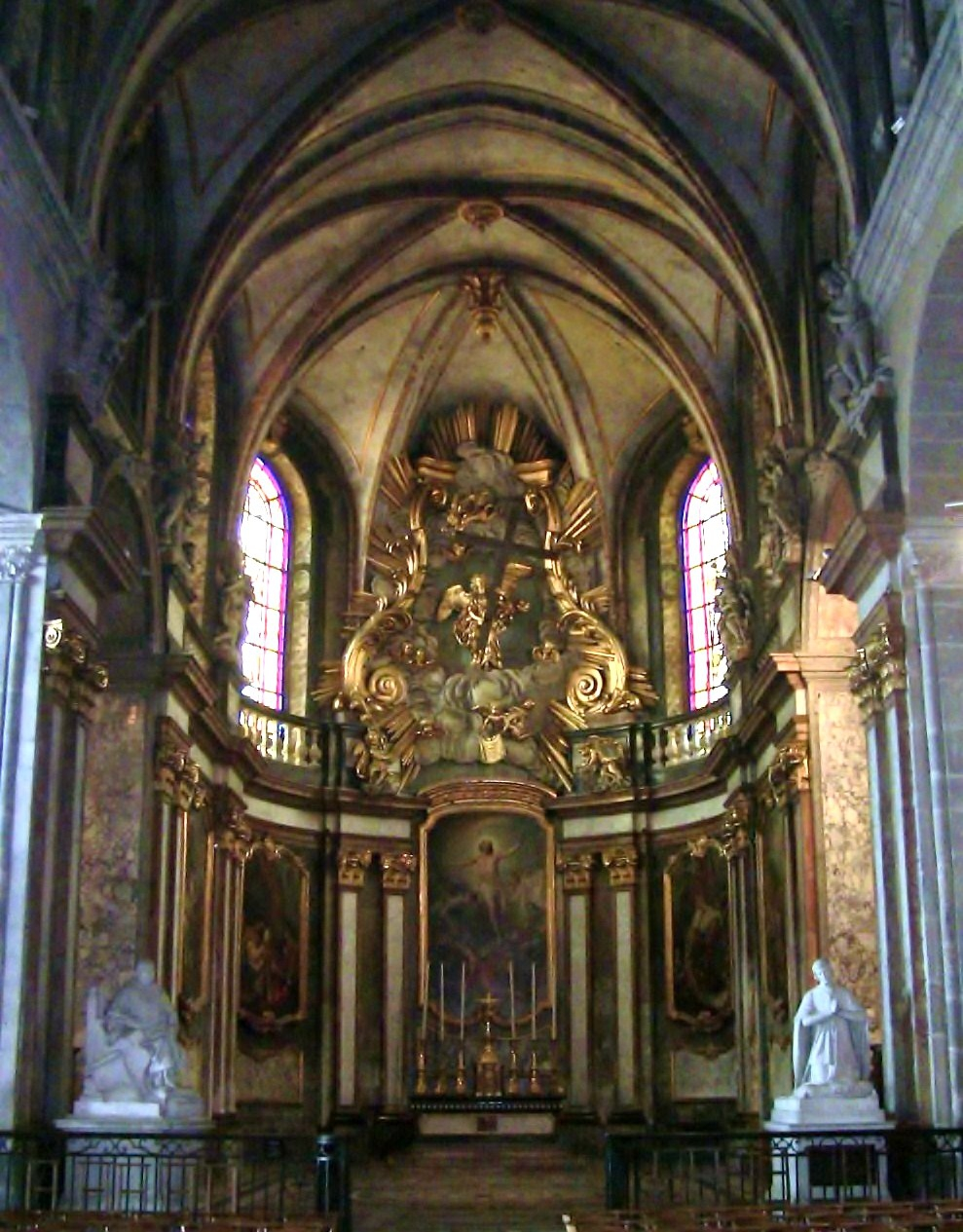
L'abside dite du Saint-Suaire, où sont accrochées les plus belles toiles.

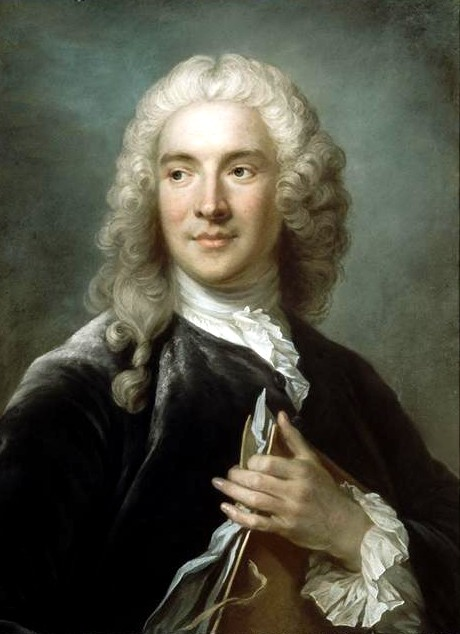
Charles-Joseph Natoire.

En 1669, à la suite de la décision prise par Vauban de détruire l'église Saint-Étienne sur le mont, quelques œuvres sont transférées à la cathédrale Saint-Jean. Le Suaire de Besançon et la Vierge aux saints de la chapelle de la famille Carondelet sont notamment concernés.

### La reconstruction du chœur oriental

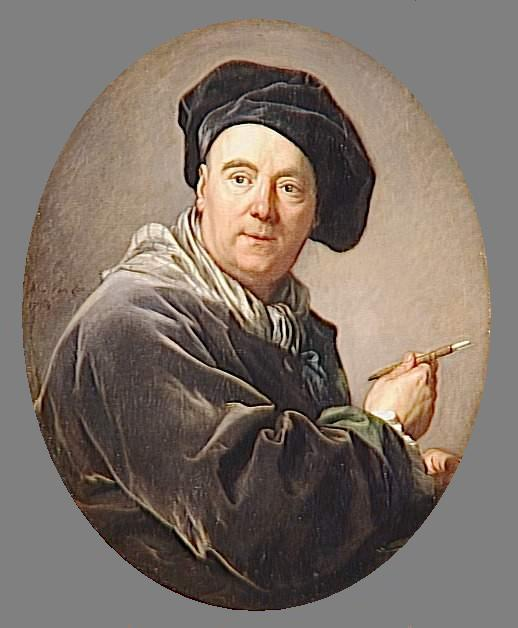
Charles André van Loo, en 1764.

Après l'effondrement du clocher en 1729, c'est l'abbé Humbert qui définit la nouvelle iconographie de l'abside dite du Saint-Suaire, le 17 janvier 1748. Celle-ci met en scène cinq épisodes des derniers moments de la vie de Jésus, permettant ainsi une meilleure mise en valeur du Saint-Suaire. Les chanoines, dans un souci d'excellence et de prestige, s'adressent à l'un des meilleurs peintres français de l'époque, l'artiste Charles André van Loo. Le chanoine Courchetet indique le 17 mars 1749 qu'il est en communication avec l'artiste, qui demande la coquette somme de 12 500 livres pour l'ensemble des cinq toiles, soit 2 500 livres l'unité. Cependant, le diocèse ne dispose pas de ressources financières suffisantes pour payer les services de Van Loo, et décide alors de commander une seule toile au peintre. C'est ainsi que, le 27 juin 1749, Charles André van Loo s'engage auprès du père Mignot à peindre la résurrection  pour la somme de 2 250 livres, le chapitre insistant particulièrement sur l'introduction du Saint-Suaire dans sa toile. Une fois achevée, l'œuvre est placée dans la salle capitulaire vers 1750, en attendant la fin des travaux. La même année, le chanoine Arvisenet commande à l'artiste Jean-François de Troy le Martyre de Saint-Étienne, œuvre destinée à orner la chapelle consacrée à ce saint située au nord de l'abside.
Des dons permettent l'avancement du cycle principal et l'abbé Mignot obtient, le 13 janvier 1751, la réalisation des quatre autres œuvres par Charles André van Loo pour la somme de 1 600 livres à la seule condition que l'on offre à sa femme une reproduction en drap d'or du Saint-Suaire bisontin. Bien que l'artiste augmente au fur et à mesure ses exigences, il s'engage en mars 1751 à exécuter deux tableaux pour 3 200 livres : La descente de la croix et la Sépulture de Notre-Seigneur. En même temps qu'ont lieu les négociations avec Van Loo, le chapitre de Saint-Jean demande au peintre Jean-François de Troy de réaliser deux des premières toiles du cycle, le Christ au jardin des Oliviers et le Christ portant sa croix dans le Calvaire (le 28 février 1751). Le choix de cet artiste par le diocèse de Besançon est expliqué par la reconnaissance de plus en plus grande de Jean-François de Troy comme peintre religieux, ainsi que pour la rapidité de l'achèvement de ses œuvres. En effet, celles-ci sont terminées dès décembre 1751 et expédiées de Rome via la ville de Marseille en janvier 1752. Furieux, Charles André van Loo refuse de peindre les deux toiles qu'il s'était engagé à réaliser en prétextant qu'il refusait de voir ses tableaux accrochés à proximité de toiles provenant de Rome. En vérité, Van Loo tente par tous les moyens de se défaire de son engagement, n'ayant plus la volonté d'achever d'autres œuvres en cette période. C'est alors que le clergé de la capitale comtoise fait appel à Charles-Joseph Natoire.
Charles-Joseph Natoire accepte sans difficultés de se charger des peintures délaissées par Van Loo et écrit, le 4 avril 1753, une lettre à l'archevêché de Besançon pour s'engager à peindre le tableau des Saint-Ferréol et Saint-Ferjeux pour 1 500 livres. Le 11 avril 1753, l'archevêque de l'époque décide alors de prendre financièrement en charge les deux derniers tableaux commandés auprès de Natoire et, le 13 juin 1753, ce dernier accepte d'être payé 1 500 livres par toile. La prédication de Saint-Ferréol et de Saint-Ferjeux est achevée fin 1754 et l'œuvre arrive à Besançon en juillet 1755. Les magistrats municipaux, ravis de la qualité du tableau, décident de s'acquitter de l'achat du cadre doré et y font graver une mention rappelant leur générosité. On inscrit en lettres noires sur la toile : « ex dono civitatis ». Une lettre de Natoire au marquis de Marigny datée du 27 août 1754 dit :
« J'ay terminé un otre tableau pour une chapelle à Besançon (la mise au tombeau). Mon prédécesseur et Mr Vanloo ayant dejà travaillé pour cette cathédralle, je n'ay pas put refuser à l'empressement que Mrs les chanoines ont eu à m'engager à aitre du nombre des braves confrères. Ce tableau est accompagné d'une Descente de Croix fort avancée. J'auray souhaitté que ses morceau ussent été plassé plutôt à Paris qu'en province. »
Les toiles sont réunies et placées dans la nouvelle abside en mars 1756, et un ouvrier nommé Flammand fait la pose et fournit les matériaux nécessaires pour la somme de 330 livres. Le 4 mars 1756, les autels du Saint-Suaire, de Saint-Étienne et des Saints Ferréol et Ferjeux sont consacrés par l'archevêque Antoine-Clériade de Choiseul-Beaupré.
Une certaine madame Gauthier raconte durant l'un de ses voyages en 1790 en Franche-Comté : « On y trouve (dans la cathédrale) une chapelle moderne, revêtue en marbre varié et poli, ornée de cinq tableaux : deux de Natoire, fort médiocres, et deux d'Etroy dont on estime le dessin, mais le coloris est si mauvais, qu'on doit leurs préférer les esquisses du peintre. Au surplus, ils vaudraient mieux, qu'ils seraient également éclipsés par une Ascension de Carle Vanloo, placé sur l'autel. La composition en est belle : la sérénité est une douce joie répandue sur la figure principale, la rendent l'emblème de la béatitude ; on pourrait peut-être lui désirer un peu plus de noblesse. Dans l'essor que Jésus prend vers le ciel, il paraît détaché du tableau, et ce doit être un grand mérite. »
Les œuvres inaccessibles au public proviennent quant à elles de l'ancien chapitre de Saint-Étienne, détruit en 1674. Elles ne sont pas entreposées comme les autres toiles, probablement par manque de place, mais accrochées dans les pièces réservées au clergé de la ville.

## Les œuvres accessibles au public

### Abside orientale

#### Le Christ au jardin des Oliviers

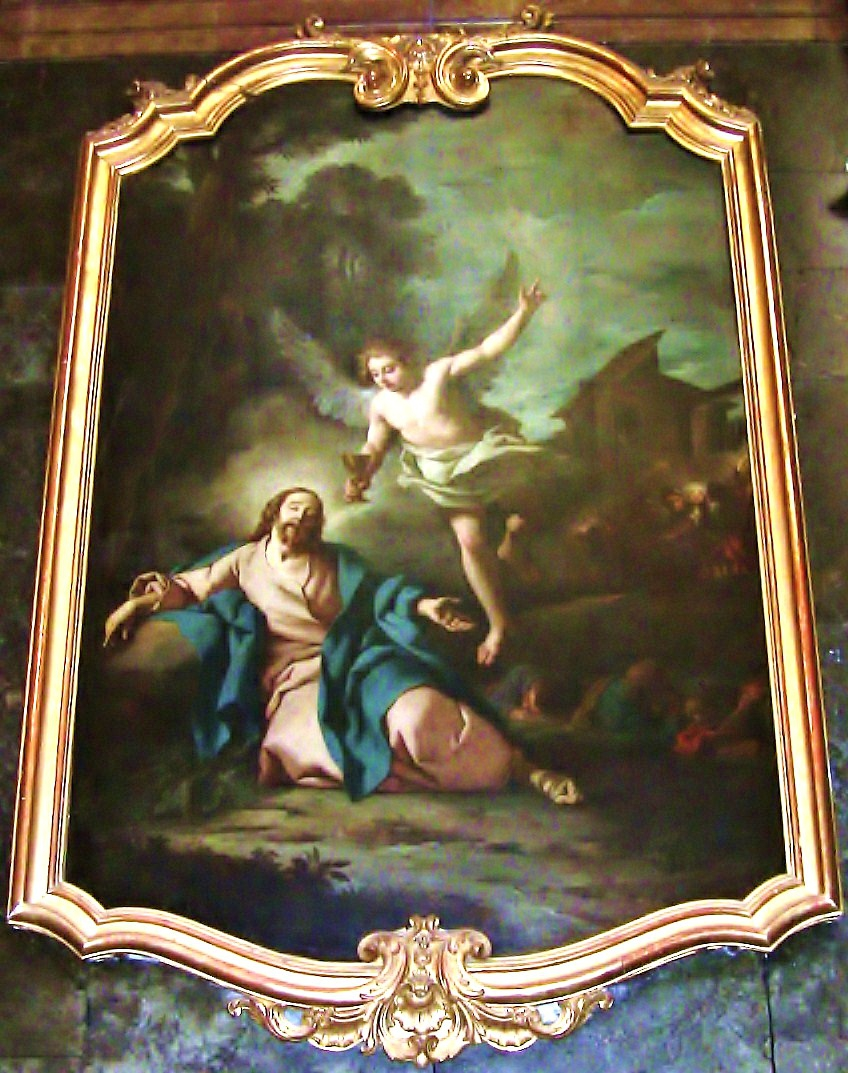
Le Christ au jardin des Oliviers.

Peinture à l'huile - hauteur : 3,20 m - longueur : 2,40 m, - classement : monument historique.
Le Christ au jardin des Oliviers ou Jésus au jardin des Oliviers est une œuvre du peintre Jean-François de Troy achevée en décembre 1751 et fut au préalable commandée en mars de la même année par le chapitre de Besançon pour la somme de 1500 livres, payée par quatre membres du diocèse : MM de la Rochelle, du Tartre, de Chargney ainsi que de Chavanne. L'artiste s'inspira de l'Évangile selon Luc pour exécuter ce premier tableau du cycle,. Cette toile fait l'objet d'un classement au monument historique depuis 1992.
« Après être sorti, il alla, selon la coutume, à la montagne des oliviers. Ses disciples le suivent. Lorsqu'il fut arrivé dans ce lieu, il leur dit : Priez, afin que vous ne tombiez pas en tentation. Puis il s'éloigna d'eux à distance d'environ un jet de pierre, et, s'étant mis à genoux, il pria, disant : Père, si tu voulais éloigner de moi cette coupe ! Toutefois, que ma volonté ne se fasse pas, mais la tienne. Alors un ange lui apparut au ciel, pour le fortifier (…) Après avoir prié, il se leva, et vint vers ses disciples, qu'il trouva endormis de tristesse (...). Comme il parlait, une foule arriva ; et celui qui s'appelait Judas, l'un des douze, marchait devant elle (...) »
Comme on peut le voir à l'arrière-plan sur la droite du tableau, Judas, vu de profil, guide une troupe de soldats s'avançant à l'aide d'une torche dans le clair-obscur, et demande le silence à l'aide de son doigt. Le sculpteur Jean-Jacques Caffieri, qui connut Jean-François de Troy durant ses dernières années, écrit :

« Toutes personnes de goûts et les amateurs de la peinture conviennent que M. de Troy possédoit supérieurement le talent de rendre dans ses ouvrages la vérité des caractères et des passions. Eh ! qui est-ce qui en doutera en voyant son dernier tableau de l'agonie du Christ dans le jardin des Olives ? je ne crois pas qu'il soit possible d'exprimer avec plus de force et de naturel cet instant de souffrance et d'abattement que causent les approches de la mort. Ce morceau, si bien rendu me revient dans la pensée lorsque je fus témoins des derniers soupirs de M. de Troy. Je fus frappé d'étonnement de sa parfaite ressemblance avec son Christ dans ce dernier moment »

— Jean-Jacques Caffieri.

#### Le Portement de la croix

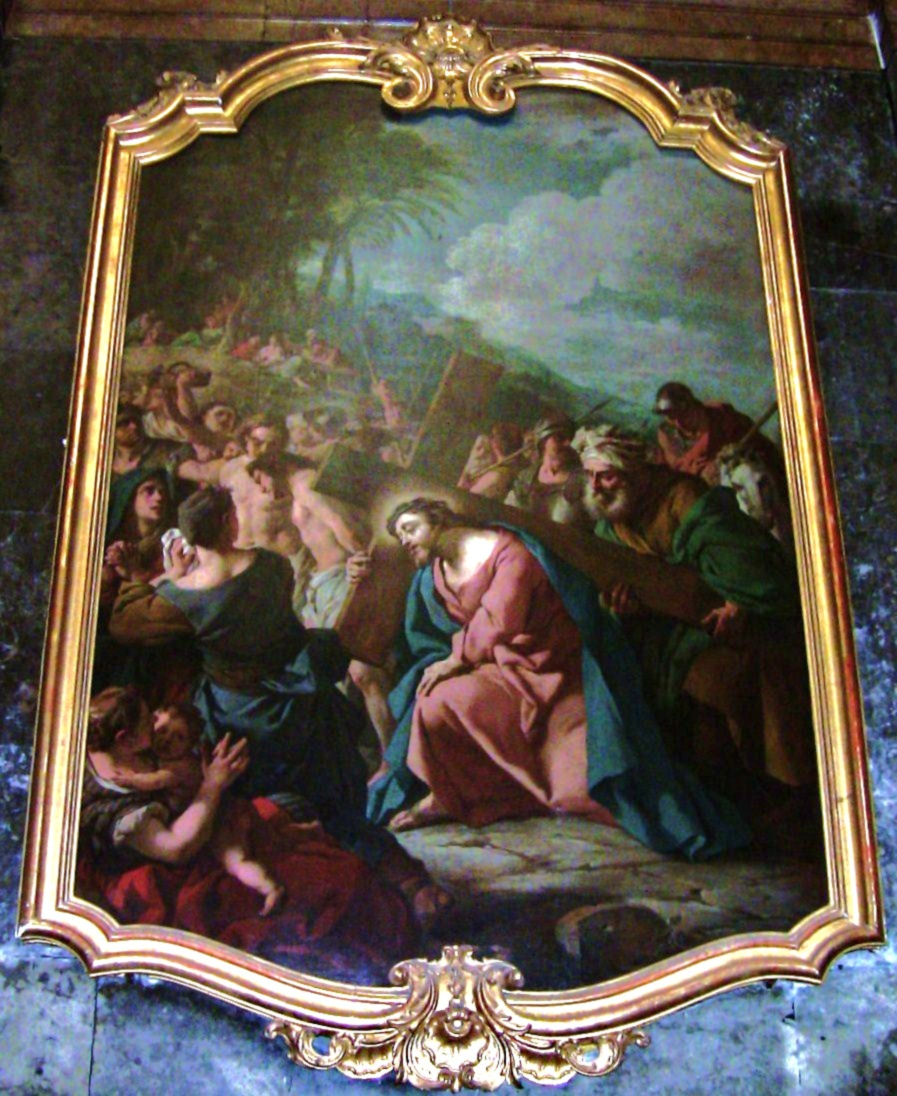
Le Portement de la croix.

Peinture à l'huile - hauteur : 3,20 m - longueur : 2,40 m - note : signé et daté sur une pierre en bas à droite « DETROY ECr A ROME/1751 », - classement : monument historique.
Le Portement de la croix est une œuvre du peintre Jean-François de Troy exécutée en décembre 1751 à Rome, et au préalable commandée par le chapitre de Besançon en mars de la même année. La Vierge, située à gauche du tableau, a les mains jointes en signe d'affliction, et Véronique, qui est vue de dos, serre dans ses mains le voile qu’elle va donner au Christ,.
Christophe Leribault écrit dans son étude sur l’artiste : « Comme le veut le sujet, de Troy a souligné ici la diversité des attitudes des personnages, de l'indifférence à la haine. Tandis que Simon le Cyrénéen soutient la croix, un des bourreaux, à droite, porte sur la tête un panier rempli des instruments de la passion. Contrastant avec la douleur de la Vierge, l'expression pathétique de Jésus, à la fois accablée et résignée, est particulièrement en valeur au centre, en dépit de l'animation de la composition.
L’extrait de la vie de M. de Troy rapporte les mots de l'artiste en achevant cette toile qui fut sa dernière œuvre : c’est ainsi que quand je serais à Paris, je n’ouvrirai point boutique,. » Cette toile est classée monument historique depuis 1992.

#### La Descente de croix

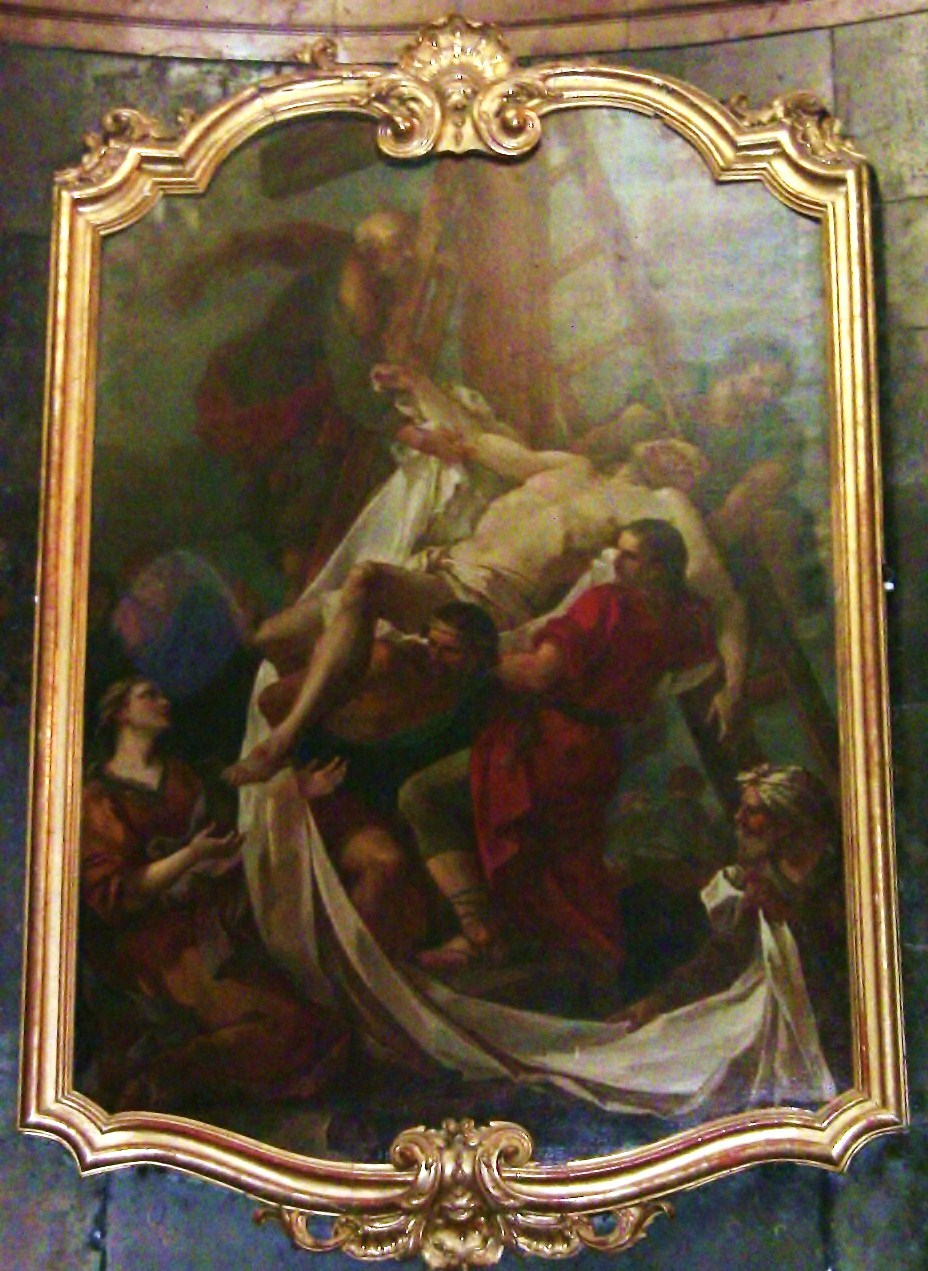
La Descente de Croix.

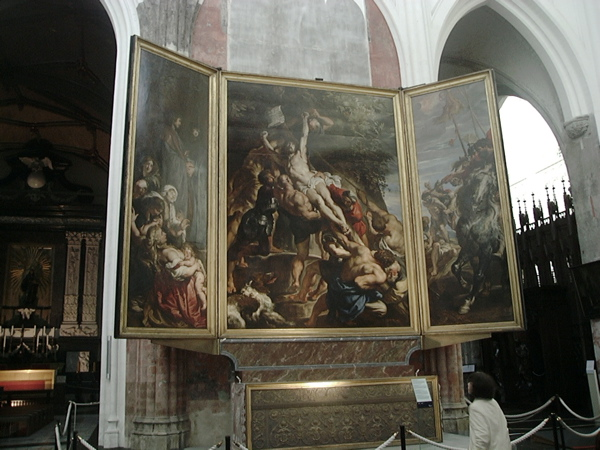
L'Élévation de la croix, triptyque de Pierre Paul Rubens.

Peinture à l'huile - hauteur : 3,20 m - longueur : 2,40 m - classement : monument historique
La Descente de croix est une œuvre du troisième quart du XVIIIe siècle réalisée par le peintre Charles-Joseph Natoire,. Cette peinture est fortement inspirée de la toile intitulée L'Élévation de la croix de Rubens conservée au cœur de la cathédrale Notre-Dame d'Anvers. Parmi les hommes positionnés sur des échelles posées sur la croix ou au pied de cette dernière pour y décrocher le corps du Christ, on aperçoit Nicodème en haut à gauche, ainsi que Jean vêtu en rouge, soutenant le corps du défunt. On reconnaît au premier plan Marie-Madeleine grâce à sa longue chevelure rousse, et la Vierge installée dans la pénombre au pied de la croix, les mains jointes de douleur. L'accent est mis sur la grande arabesque du linceul, le long duquel descend la dépouille du Christ, en accord avec le vocable de l'abside. Simon de Cyrène tient le bout de ce linceul, coiffé d'un turban. Pierre Rosenberg a découvert un dessin préparatoire ainsi qu'une esquisse peinte de l'œuvre lors d'une vente, qui font à présent partie d'une collection particulière. Cette toile est classée monument historique depuis 1992.

#### La Mise au tombeau

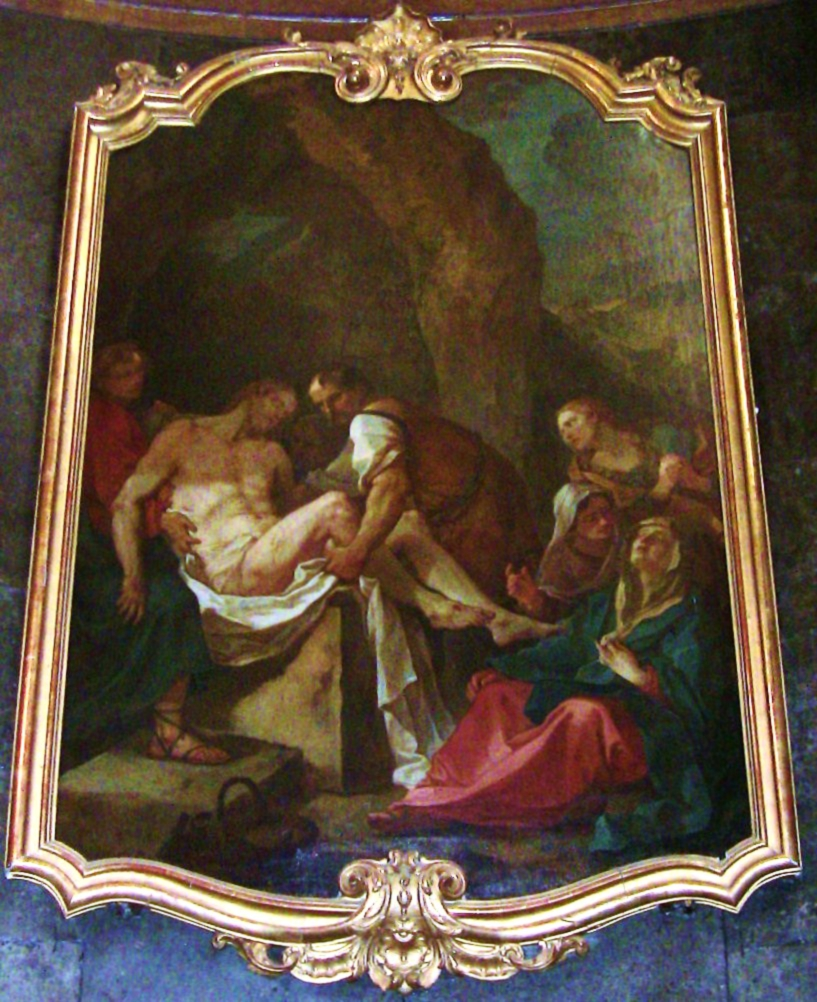
La Mise au tombeau.

Peinture à l'huile - hauteur : 3,20 m - longueur : 2,40 m - classement : monument historique.
Cette œuvre de Charles-Joseph Natoire, elle aussi non-datée, est une scène du chapitre 15 de l'Évangile selon Marc : « Et Joseph, ayant acheté un linceul, descendit Jésus de la croix, l'enveloppa du linceul, et le déposa dans un sépulcre taillé dans le roc. » Des hommes portent la dépouille du Christ vêtue du linceul devant un tombeau creusé dans un roc. Le jeune homme habillé de rouge, à gauche, est très probablement l'apôtre Saint-Jean et le vieillard placé dans la pénombre à l'arrière-plan n'est autre que Simon de Cyrène. La Vierge est soutenue par une sainte femme après s'être évanouie de chagrin et de douleur et on aperçoit à côté Marie-Madeleine, avec les cheveux défaits, qui se tord les mains. Au premier plan, on reconnaît la couronne d'épine posée au sol, avec la tenaille ainsi que les clous ayant servi à la crucifixion du Christ. Les croix du Calvaire sont nettement visibles à l'arrière-plan, et l'on peut également voir un homme qui tient une échelle. L'œuvre fait l'objet d'un classement au monument historique depuis 1992.

#### La Résurrection

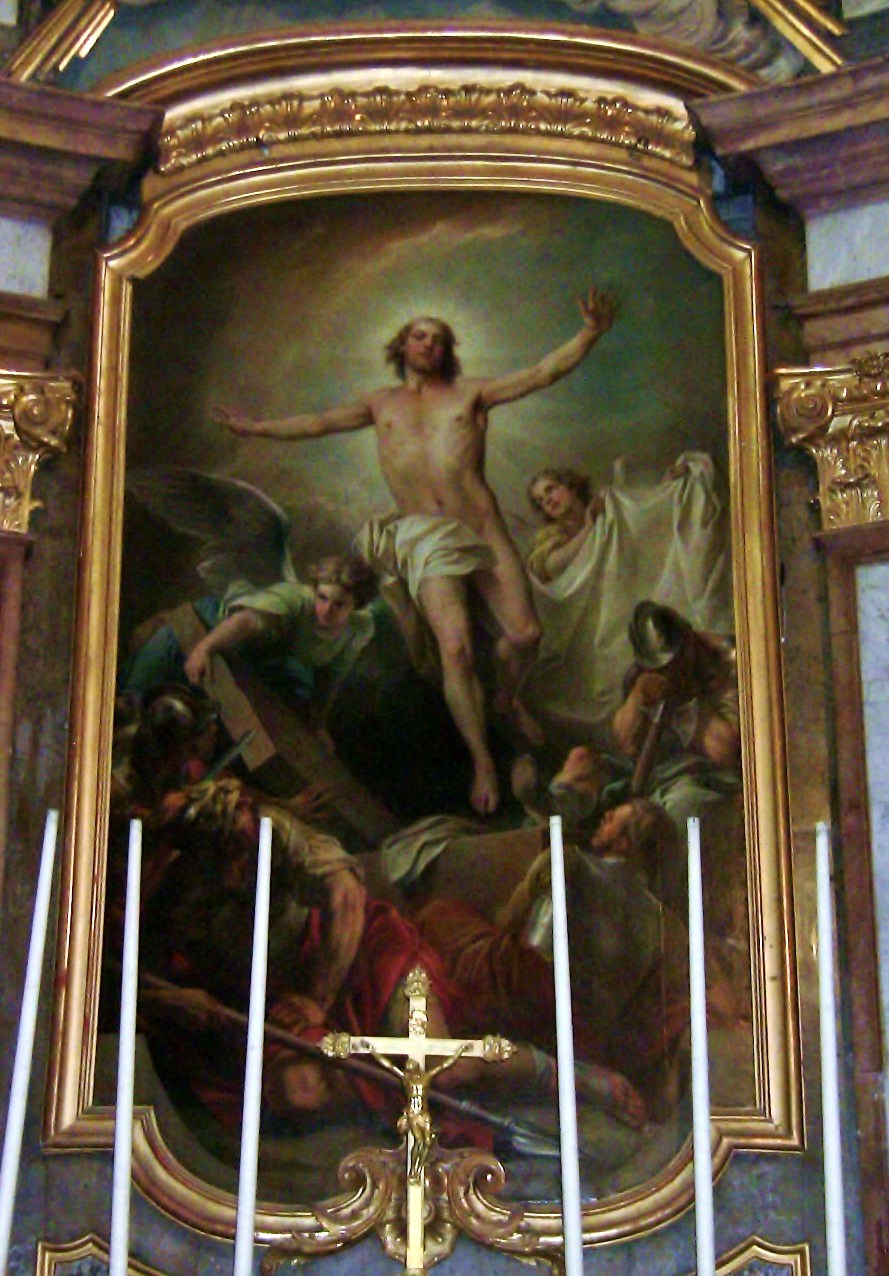
La Résurrection.

Peinture à l'huile - hauteur : 4,28 m - longueur : 2,62 m classement : monument historique.
La Résurrection est une œuvre datant du troisième quart du XVIIIe siècle (probablement 1750) exécutée par l'artiste Charles André van Loo,,. Cette scène représente la résurrection du Christ : les gardes terrassés sont dans l'étonnement et l'épouvante (on peut apercevoir Saint Longin, avec sa lance) devant le Christ lumineux s'élevant hors de son sépulcre, le visage transfiguré et les bras ouverts. On peut voir des deux côtés du Christ deux anges joyeux, dont l'un habillé de bleu qui soulève la pierre qui recouvrait le tombeau, et l'autre saisissant et déployant le suaire dont se défait Jésus. Il est écrit dans le manuscrit numéro 88 de Baverel : « Il est vraiment admirable par la beauté des coloris et la richesse de la composition : le corps du Christ est de la plus grande beauté. » Cette toile est classée monument historique depuis 1992.

#### Le Martyre de Saint-Étienne

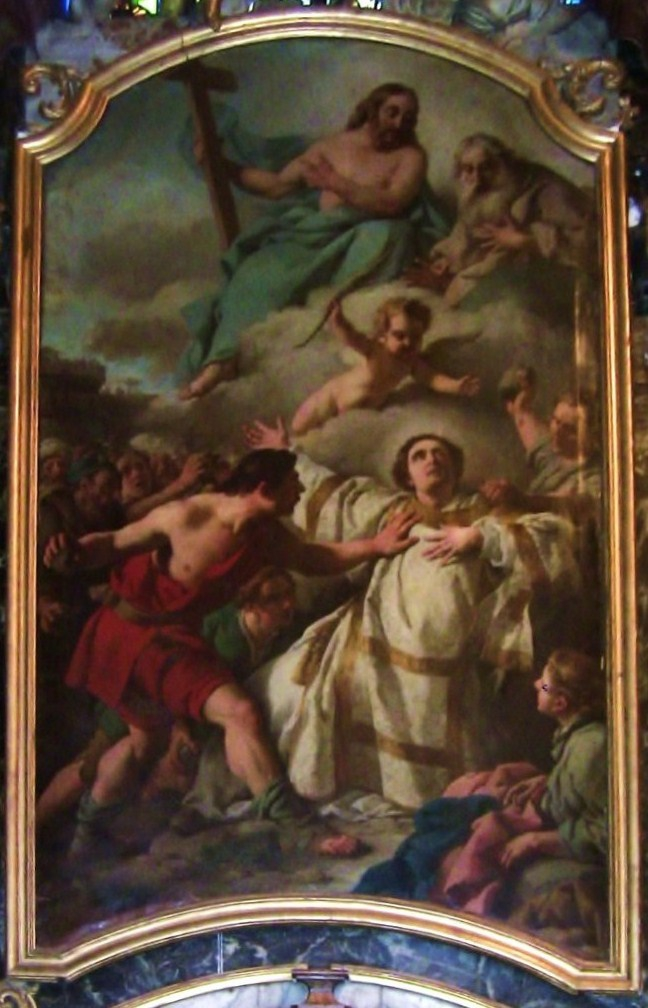
Le Martyre de Saint-Étienne.

Peinture à l'huile - hauteur : 1,95 m - longueur : 2,62 m - note : Signé et daté en bas à droite « DETROY Cr.Sr A ROME/1750 », - classement : monument historique.
Le Martyre de Saint-Étienne ou La lapidation de Saint-Étienne est une œuvre de Jean-François de Troy achevée en 1750,,. La scène que le tableau représente est tirée du chapitre VI des Actes des Apôtres : « Étienne, qui était rempli de l'Esprit-Saint, ayant fixé les yeux au ciel, vit la gloire de Dieu et Jésus debout à la droite de son Père. Et il dit : Voici que je vois les cieux ouverts, et le Fils de l'homme debout à la droite de Dieu. Les juifs (...) se jetèrent tous ensemble sur lui et l'ayant entraîné hors de la ville, ils le lapidèrent. Les témoins déposèrent leurs vêtements aux pieds d'un homme nommé Saül. » Le chanoine Quinnez fait une description de l'œuvre en 1914 : « Une main posée sur le cœur, et l'autre étendue, Saint-Étienne, en tunique de diacre, est à genoux ; ses yeux suppliants se lèvent à côté du ciel. Il voit alors sur les nuages Dieu le Père lui apparaître, avec à sa droite Jésus armé de sa croix. Un petit ange le précède, portant la palme des martyrs. Les meurtriers se précipitent pour le lacérer. L'un d'eux le saisit et va le frapper. Au premier plan, calme et tranquille, Saül, apprenti persécuteur et futur apôtre veille sur des tuniques et des manteaux. »
Cette toile s'inspire largement du triptyque intitulé également Le Martyre de Saint-Étienne de Rubens, détenu aujourd'hui par le musée des beaux-arts de Valenciennes. Le barbu de la peinture de Rubens qui se penche au premier plan à gauche pour prendre un parpaing devient chez de Troy, sans barbe mais avec les mêmes traits lourds et obtus, le grand homme qui attrape le saint par l’épaule pour lui lancer la pierre. L'œuvre est classé au monument historique depuis 1992.

#### La Prédication de saint Ferréol et de saint Ferjeux

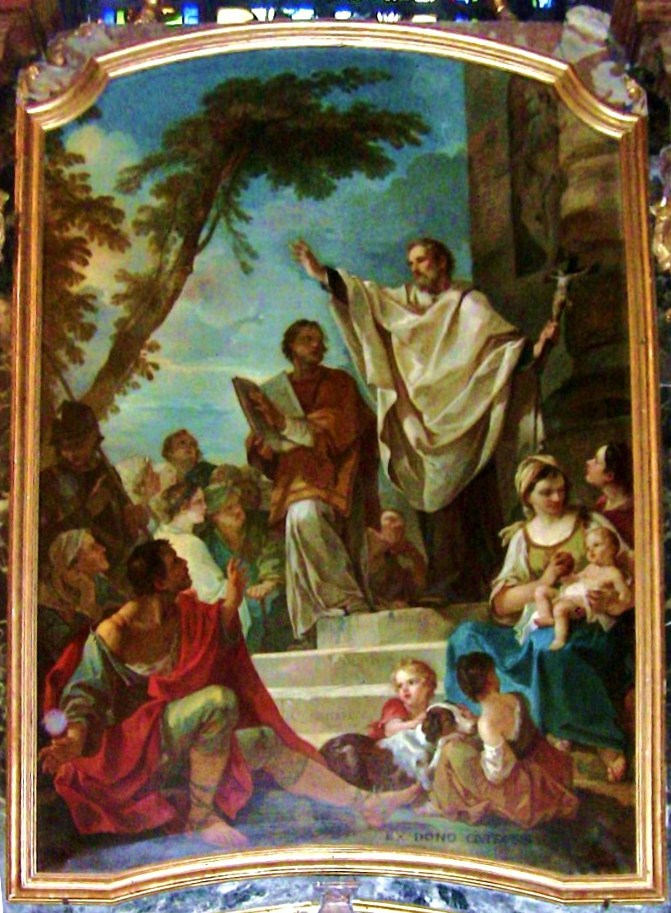
La Prédication de saint Ferréol et de saint Ferjeux.

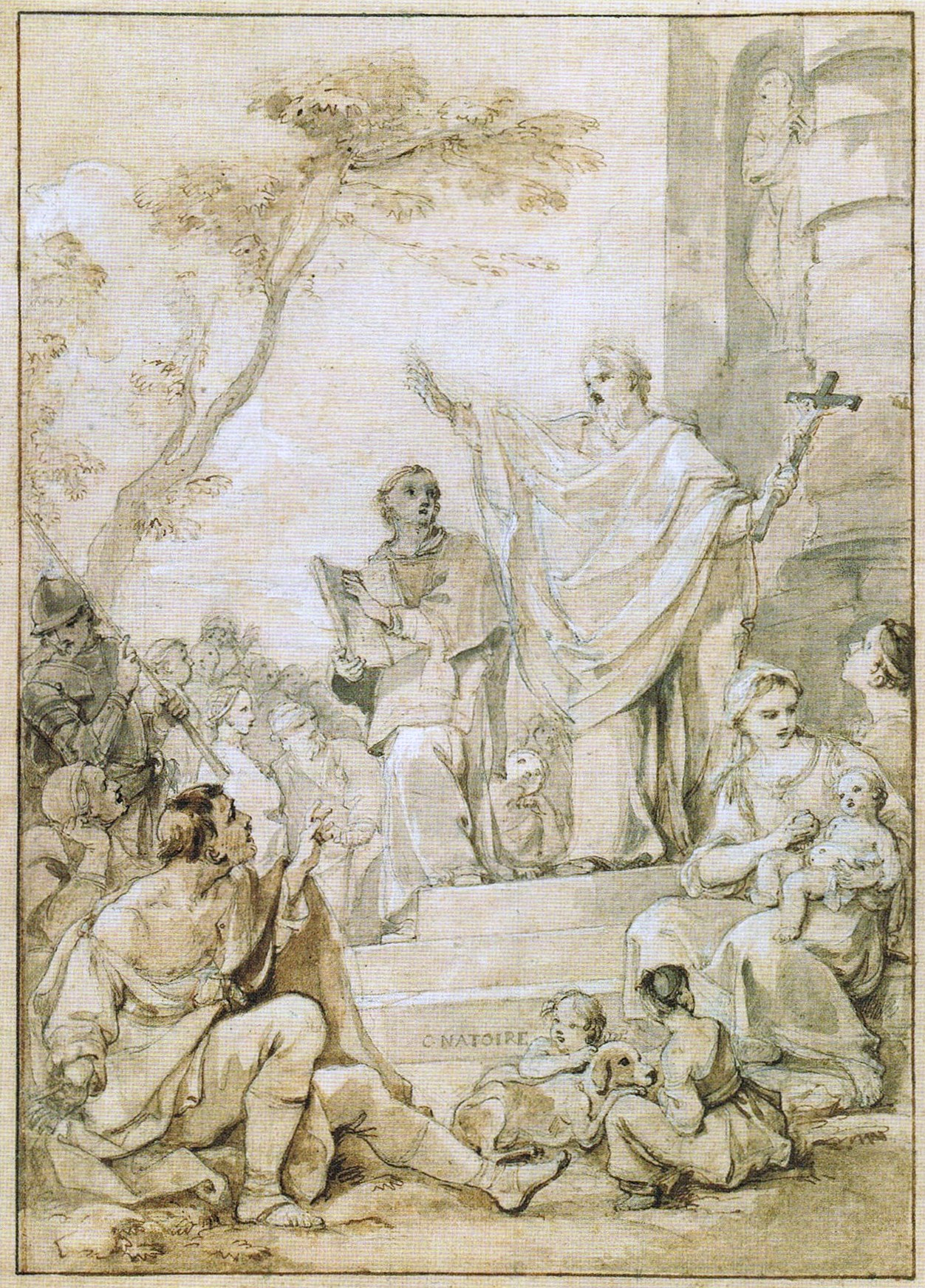
Le dessin préparatoire.

Peinture à l'huile - hauteur : 3,10 m - longueur : 2,30 m - note : Signé et daté sur l'une des marches du temple « C. NATOIRE f. ROMÆ 1754. » - classement : monument historique,.
La Prédication de saint Ferréol et de saint Ferjeux est une toile de Charles-Joseph Natoire exécutée en 1754, et fut classée monument historique en 2002. Le chanoine Quinnez fait une description de l’œuvre en 1914 : « La scène se passe près d'un temple dont on aperçoit une colonne baguée et la statue d'un dieu dans une niche. Sur un fond de ciel bleu se découpent les rameaux d'un arbre qui abrite les auditeurs. Surélevé par l'escalier du temple, vêtu de blanc, Ferréol prêche, un crucifix levé par sa main gauche. À côté de lui et un peu en arrière, Ferjeux, habillé comme un diacre, présente le livre des Évangiles qu’il tient ouvert. Le groupe des auditeurs ne manque ni d'intérêt ni de variété : vieillards, hommes, femmes, jeunes filles, enfants, soldats se pressent ensemble en avant pour ne rien perdre des paroles de l’apôtre. Une mère souriante amuse son enfant avec une pomme. Un petit garçon caresse un jeune chien sous le regard de sa sœur, vue de dos,. »
Le tableau a été payé par la ville de Besançon après sa livraison. L'inscription « EX DONO CIVITATIS » ajouté au bas de la toile en témoigne.
À noter qu'un dessin préparatoire datant de 1751 fut acquis en 2005 par le musée des beaux-arts et d'archéologie de Besançon. Cette esquisse, mesurant 43,2 centimètres de haut sur 28,7 centimètres de large, est une œuvre à part entière, étonnante de par sa recherche du détail.

### Chapelles du collatéral sud

#### La Vierge de Pitié
Peinture à l'huile - hauteur : 1,38 m - longueur : 1,04 m - classement : monument historique,.
La Vierge de Pitié a probablement été peinte vers 1630 par un peintre anonyme. Cette œuvre est l'expression de la piété christocentrique se développant à partir du XVIIe siècle après le concile de Trente. Cette toile sur bois est inspirée d'un tableau, achevé en 1611, de l'artiste Pierre Paul Rubens disposé dans la cathédrale Notre-Dame d'Anvers. Cette Vierge de Pitié soutient le Christ à genoux, et les trois quarts de la toile sont occupés par le corps du crucifié entouré de la Vierge au visage empreint de douleur levé vers le ciel et soutenue par Saint-Jean et Joseph d'Arimathie, dont les regards, ainsi que ceux d'une sainte femme située à l'arrière-plan se tournent vers le supplicié.

#### Le Miracle de saint Théodule
Peinture à l'huile - hauteur : 1,32 m - longueur : 1,56 m - note : les armoiries de la famille Chifflet (de gueules au sautoir d'argent, jointes en chef d'un serpent d'or qui se mord la queue) sont inscrits - classement : monument historique.
Le Miracle de saint Théodule est une toile de Van de Venne Jan réalisée en 1629. C'est Jules Chifflet qui envoya en 1647 cette toile à son frère Jean. Elle devait être placée sur l'autel de la chapelle de la cathédrale Saint Étienne consacrée à saint Théodule, et contenant des reliques données par le comte Otton Ier. Lors de la destruction de Saint Étienne en 1674, l'œuvre fut transférée à la cathédrale Saint-Jean. Ce tableau représente saint Théodule alors évêque de Sion en Valais, entouré de vignerons. Il implore la clémence des cieux chargés d'orage et presse dans sa main droite une grappe de raisin d'où jaillit un jus abondant remplissant une grande cuve.

#### La Vierge de Passignano
Tableau sur toile - hauteur : 0,75 m - largeur : 0,62 m,.

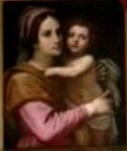
Notre Dame des Ondes

L'ancienne chapelle Saint-Martin est conçue comme un écrin pour cette Vierge du Passignano, connue longtemps, à Besançon, sous le nom de Notre-Dame des Jacobins.
Il s'agit d'un tableau sur toile non signé mais dont on sait qu'il fut peint vers 1630 par Domenico Cresti dit Le Passignano. L'œuvre fut rapporté de Rome en 1632 par le chanoine Claude Menestrier qui le lui paya dix écus d'or. Vers Marseille, la galère sur laquelle naviguait le chanoine, fit naufrage. Seule fut retrouvée intacte la petite toile, après trois jours passée dans la mer. Cette vicissitude lui valut le premier nom de « Notre-Dame des Ondes ». Le 2 janvier 1633, sur sa demande, Antoine Alviset, curé de l'église Saint-Pierre de Besançon la remit, pendant la messe, au R.P. Ratelier, prieur des Jacobins de Rivotte, comme Menestrier en avait fait la promesse, car la dévotion du Rosaire était, dans ce couvent dominicain, florissante. En 1654, une copie du tableau dont allait se servir le graveur Pierre de Loisy, resta quelques heures dans le feu sans se consumer. En 1790, les Jacobins furent expulsés de leur couvent ; la Vierge miraculeuse, vénérée comme étant rescapée de l'eau et du feu, fut transportée à la cathédrale Saint-Jean en 1791. Un inventaire en date du 22 nivôse an IV (12 janvier 1796) indique que « ce tableau est dans un cadre en bois, doré et sculpté, avec une glace qui est au-devant fermée à clé. » Le cadre dont il est fait ici mention sera remplacé en 1829. Au-dessus du tableau, on lisait autrefois cette devise : « Burgundiæ juge præsidium », c'est-à-dire : « [Voici] le secours ininterrompu de la Bourgogne ».

#### Les tableaux de la chapelle du Sacré-Cœur
Peinture à l'huile - hauteur : 1,85 m - longueur : 0,95 m - classement : monument historique.
La chapelle du Sacré-Cœur, dont la crypte abrite les sépultures de huit des comtes souverains de la Franche-Comté de Bourgogne, présente, sur ses murs, huit tableaux sur toile réalisés par le peintre bisontin Édouard Baille au cours du XIXe siècle. Ces toiles sont, en fait, des copies réalisées d'après d'anciennes fresques datant du XVe siècle qui ornaient les tombeaux du « cimetière des comtes », situé primitivement dans l'ancienne cathédrale Saint-Étienne. Toutes ces œuvres sont classées monument historique depuis 1992.
Sont ainsi représentés :

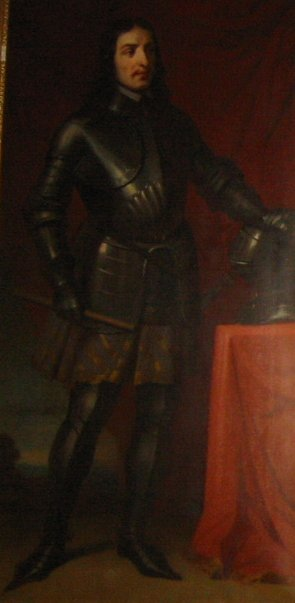
Renaud Ier (986-1057) : en costume de chevalier, la main gauche appuyée sur son casque ;
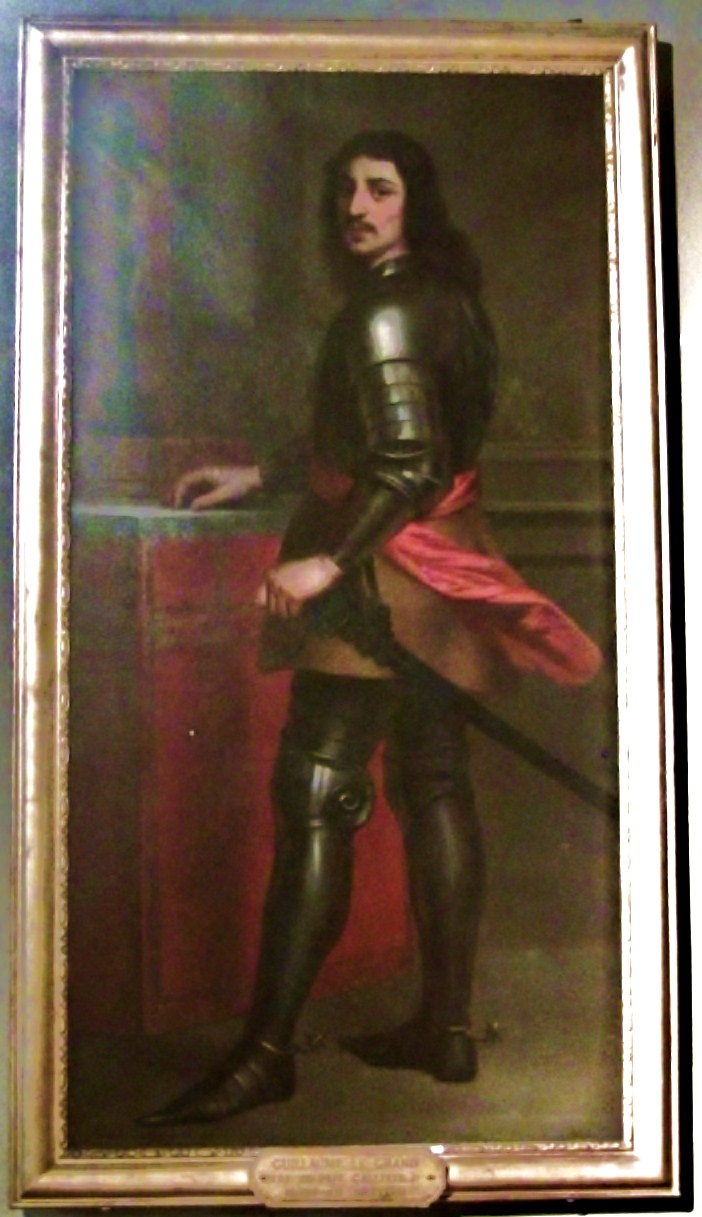
Guillaume Ier, dit le Grand (1020-1087), père du pape Calixte II : en chevalier, debout devant l'autel que surmonte un crucifix ;
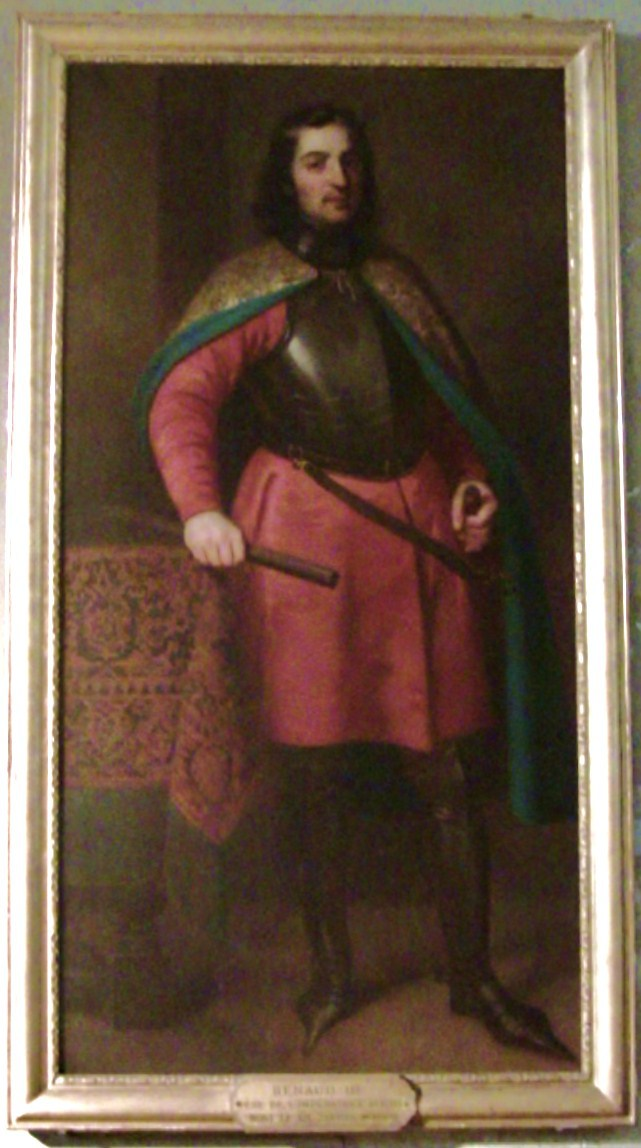
Renaud III (1093- 19 janvier 1148), père de l'impératrice Béatrix : portant sur sa cuirasse un manteau galonné d'or et doublé d'azur ;
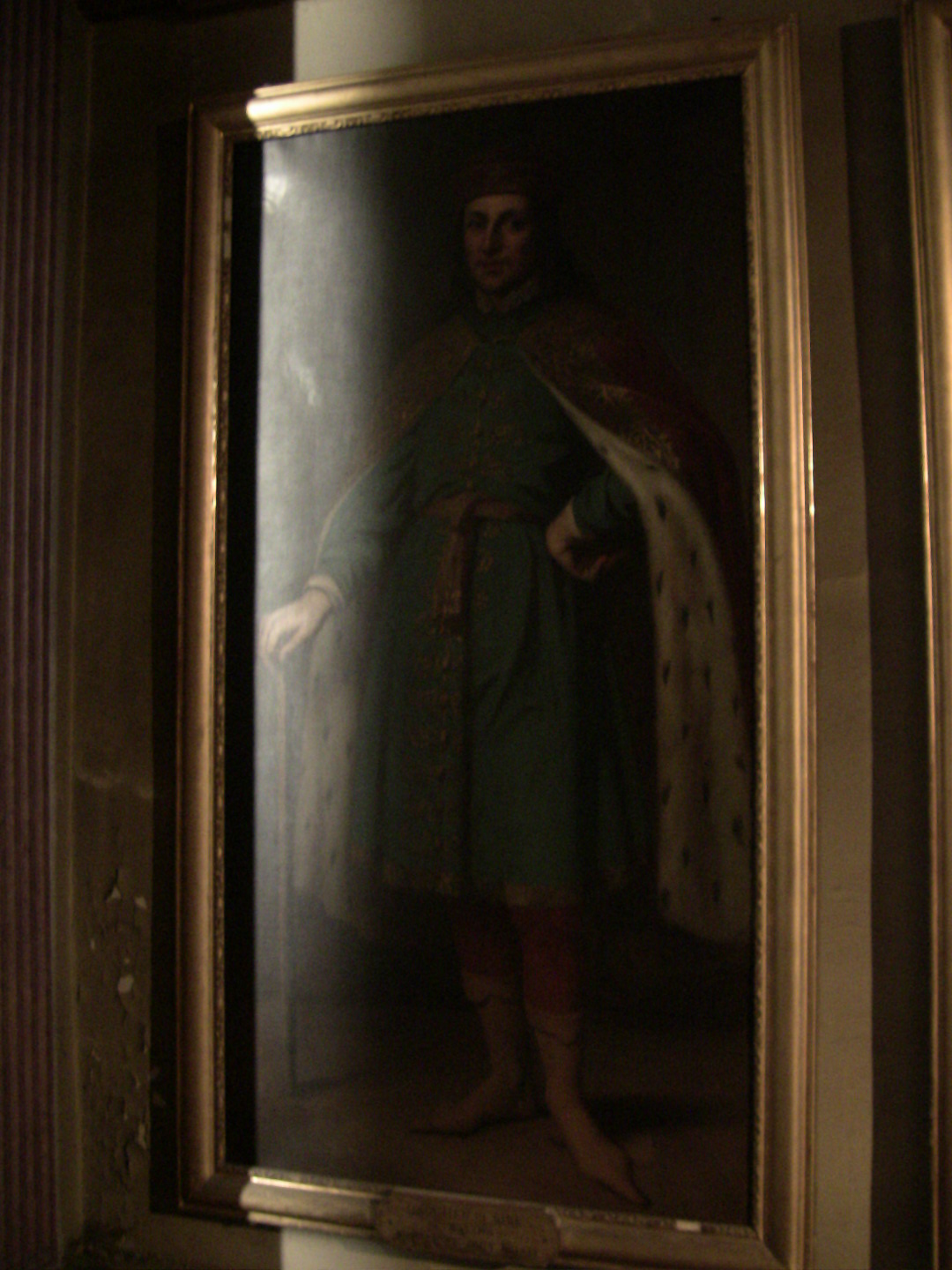
Gaucher III, sire de Salins (v. 1088-15 août 1175) : en tunique bleue avec, sur les épaules, un manteau d'or doublé d'hermine, sa main droite s'appuyant sur un bâton ;
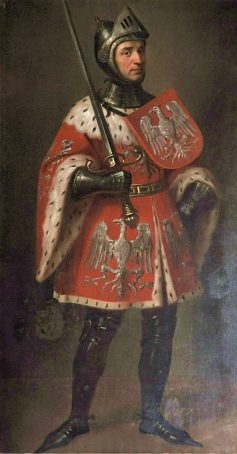
Géraud ou Gérard Ier, comte de Vienne et de Mâcon (1124- 19 novembre 1184) : habillé en chevalier avec, sur sa cuirasse, une tunique rouge bordée d'hermine et rehaussée de l'aigle d'or ;
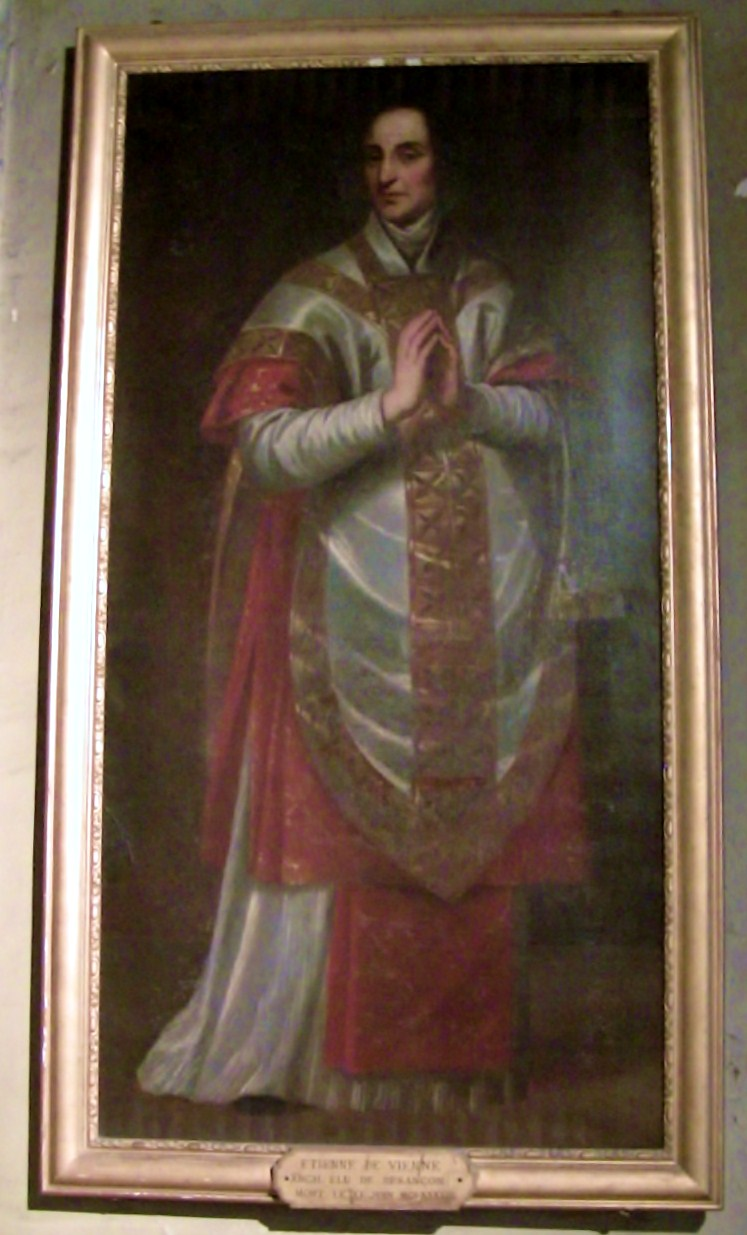
Étienne de Vienne, archevêque élu de Besançon (mort le 11 juin 1193) : les mains jointes et revêtu de la chasuble ;
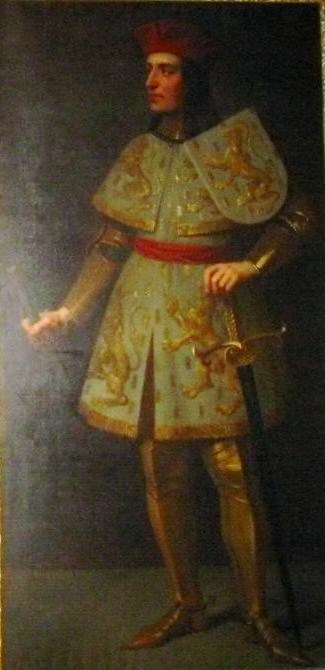
Othon Ier (1170-1200) : avec, sur sa cuirasse, une tunique bleue brodée d'or et serrée à la taille par une ceinture rouge ;
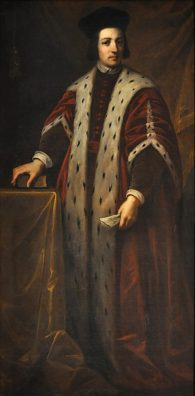
Étienne de Bourgogne, chanoine de Besançon : en costume de chanoine et bordé d'hermine, la tête coiffée du bonnet carré, et la main droite appuyée sur un livre ; il ne fut point inhumé dans la cathédrale, car il mourut à Rome le 4 avril 1299. Mais son cœur fut rapporté pour reposer parmi les reliques de ses ancêtres.
- Renaud Ier
- Guillaume Ier, dit le Grand
- Renaud III
- Gaucher III
- Gérard Ier
- Étienne de Vienne
- Othon Ier
- Étienne de Bourgogne

#### Les tableaux de la chapelle de la Semaine
En 1905, l'archevêque de Besançon, Mgr Fulbert Petit conçut le projet de transporter le Saint Sacrement dans la chapelle Saint-Denis, appelée aujourd'hui « chapelle du Chapitre » ou « chapelle de la Semaine ». L'ancien retable fut alors déposé . L'archevêque souhaita y appliquer une iconographie appropriée. Cela explique que les tableaux sur toile décorant les murs ont tous quelque rapport avec l'Eucharistie. L'auteur de l'ensemble de ces œuvres, toutes de 1905, est le peintre Henri Rapin ».
(1) Les pains de proposition : hauteur : 2 m - largeur : 2,90 m, avec comme devise en dessous : « Melchisédech, roi de Salem, fit apporter le pain et le vin et il bénit Abram ».
(2) Moïse frappe le rocher : hauteur : 2 m - largeur : 2,90 m. Devise : « Tu frapperas le rocher, et il en sortira des eaux, et le peuple boira. »
(3) Promesse de l'Eucharistie : hauteur : 2 m - largeur : 2,90 m. Devise : « Jésus leur dit : "Je suis le pain de vie, celui qui vient à moi n'aura point faim". »
(4) La Cène : hauteur : 2 m - longueur : 9,05 m. Devise : « Jésus prit le pain et, ayant rendu grâces, le rompit, le donna aux disciples et dit : "prenez et mangez, ceci est mon corps." Ayant aussi pris la coupe et rendu grâces, il la leur donna, disant : "Buvez-en tous, car ceci est mon sang, le sang de la nouvelle alliance." »
(5) La multiplication des pains : hauteur : 2 m - largeur : 2,90 m. Devise : « Ayant rompu les pains, il les donna aux disciples, et les disciples au peuple. »
(6) La Manne : hauteur : 2 m - largeur : 2,90 m. Devise : « Ainsi chacun en recueillait chaque matin autant qu'il lui en fallait. »
(7) Le sacrifice d'Abraham : hauteur : 2 m - largeur : 2,90 m. Devise : « Mais l'ange de l'Éternel lui dit : "Ne mets pas la main sur l'enfant".

### Collatéral nord

#### Vision de Saint Jérôme
Peinture à l'huile

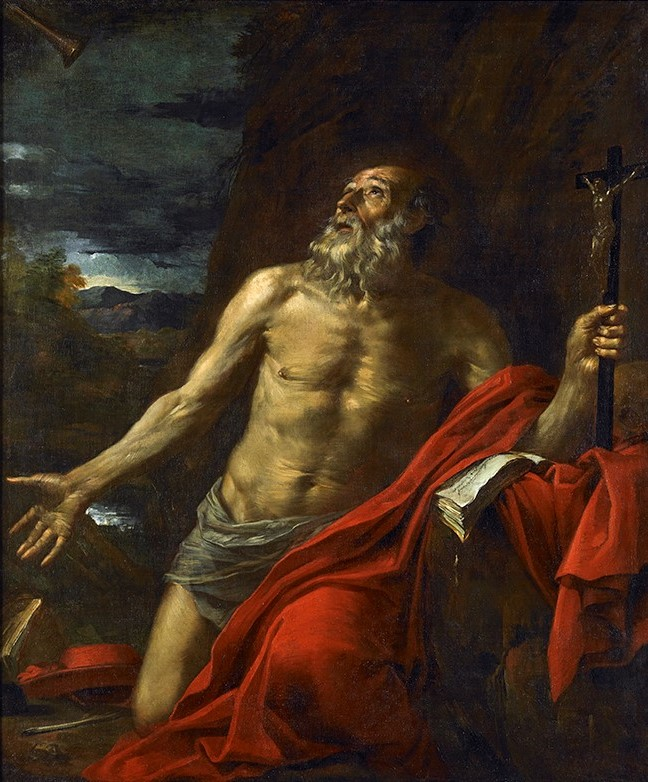
Vision de Saint Jérôme

Le chapeau et la tunique rouge permettent d'identifier Jérôme de Stridon, qui vécut comme ermite à proximité de Bethléem où il traduisit en latin l'Ancien et le Nouveau Testament. Il s'agit d'une toile du 17e siècle provenant d'Italie.
L'ascète se trouve dans une position d'effroi et de disponibilité, le crucifix à la main. Saisi de surprise, il a lâché son stylet qui gît maintenant sur le sol. Dans le coin supérieur gauche on distingue l'extrémité d'une trompette. La sonnerie de cet instrument est une allusion à une lettre apocryphe du saint dans laquelle on lit : « Que je veille ou que je dorme, je crois toujours entendre la trompette du Jugement. »

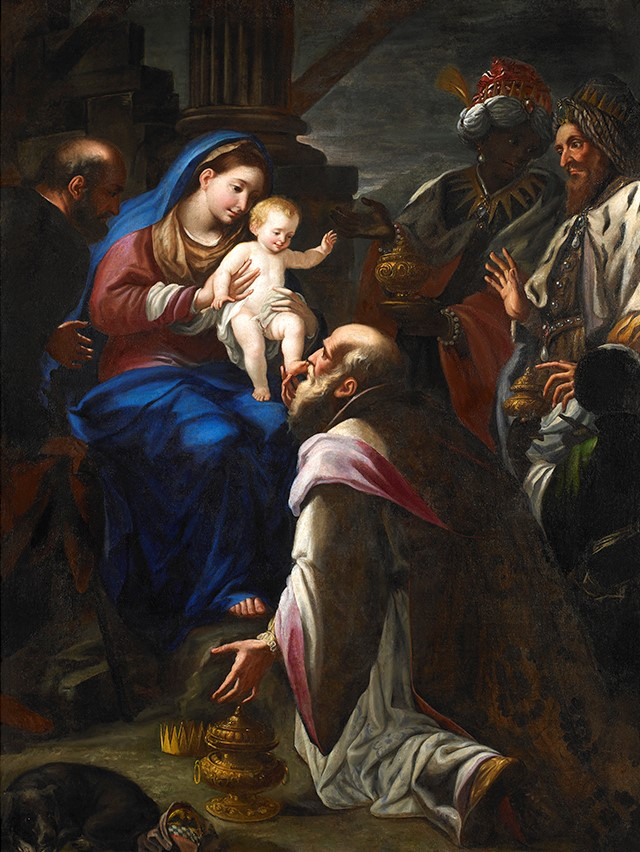
L'adoration des Mages

#### L'adoration des Mages
Peinture à l'huile - hauteur : 2,12 m - largeur : 1,83 m
L'attribution de cette toile lombarde du 17e siècle n'est pas connue. L'utilisation de la lumière venant du coin supérieur gauche du tableau et le jeu de clair-obscur montrent l'influence du caravagisme dans le Nord de l'Italie.

#### La Vierge aux saints

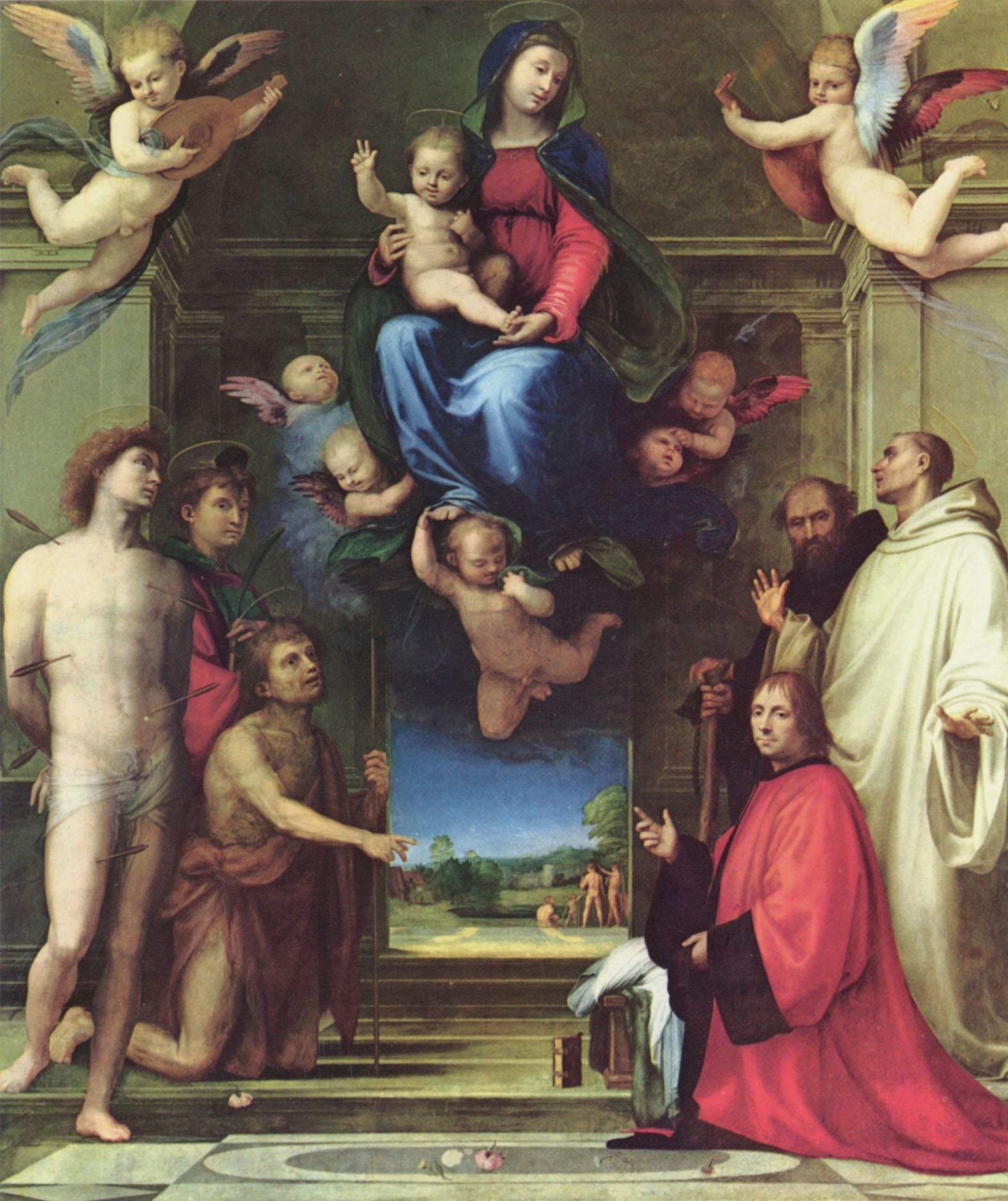
La Vierge aux saints.

Peinture à l’huile - hauteur : 2,52 m - longueur : 2,23 m - classement : monument historique.
La Vierge aux saints est une peinture sur bois datant de 1512. Chef-d’œuvre de la renaissance italienne, le tableau fut exécuté par le peintre toscan Fra Bartolomeo dit Baccio della porta. On peut apercevoir sur la toile une Vierge à l'Enfant, saint Sébastien, saint Étienne, saint Jean-Baptiste, saint Antoine, saint Bernard, ainsi que Ferry Carondelet.
L'œuvre était autrefois surmontée d'une lunette représentant le couronnement de la Vierge par le Christ peinte par Mariotto Albertinelli. Le tableau fut donné par Ferry Carondelet à l'église Saint-Étienne de Besançon qui le reçut le 26 mai 1518. L'œuvre est classée monument historique en 1992 .

#### La Vierge de Pitié
Peinture à l'huile - hauteur : 1,32 m - longueur : 1,56 m - classement : monument historique,.
La Vierge de Pitié est une toile datant probablement des années 1540-1550 par un auteur inconnu. Cette Pietà, dont l'attribution reste encore un sujet de débats (bien que la piste d'un artiste flamand ayant séjourné à Rome soit privilégiée), rend hommage à une œuvre célèbre de Michel-Ange achevée en 1498-1499 pour le compte du cardinal Jean Bilhères de Lagraulas. Le motif emprunté à la sculpture de Michel-Ange, placé au centre de la composition, est figuré à l'entrée du sépulcre où s'enracine un arbre à la fois sec et verdoyant, symbole de la mort et de la résurrection, tandis qu'à l'horizon apparait Jérusalem fortifiée.

#### La mort de Saphire
Peinture à l'huile - hauteur : 2,12 m - longueur : 2,55 m - classement : monument historique.
La Mort de Saphire est une œuvre de l'artiste Franken Ambrosius achevée en 1629 et provenant de l'ancienne cathédrale Saint-Étienne. Cette toile représente Saphire foudroyée devant les disciples du Christ, après que cette dernière a enfreint la parole de Dieu. Cette scène est directement inspirée de l'un des passages des Actes des Apôtres et présente en arrière-plan la foule des disciples dans un cadre architectural monumental, avec Saint-Pierre qui reçoit les dons des fidèles. On peut apercevoir la pécheresse, portée par les siens sous les regards de la foule au premier plan. L'œuvre fut premièrement attribuée au peintre italien Le Tintoret avant de l'être à Jacob de Baccker, puis finalement à Ambrosius Francken dont une iconographie similaire est conservée au musée de Cracovie, en Pologne.

### Autres tableaux
| Nom | Nom                                      | Photographie | Date                          | Peintre                                 | Dimensions                                               | Classement                  | Notes | Références |
| --- | ---------------------------------------- | ------------ | ----------------------------- | --------------------------------------- | -------------------------------------------------------- | --------------------------- | --- | ---------- |
| 1   | Le Christ en croix                       |              | 1699.                         | Le peintre italien Francesco Trevisani. | Env. 2,38 mètres de hauteur sur 2,30 mètres de longueur. | Monument historique (1992). | Peinture à l'huile représentant le Christ crucifié, commandée par le chapitre de Besançon vers 1699.                                                                | [ 39 ]     |
| 2   | Le Christ mort                           |              | 1733.                         | Sébastien Conca.                        | Mesures non-prises.                                      | Monument historique (1992). | Œuvre provenant de l'archevêché. | [ 40 ]     |
| 3   | La Mise au tombeau                       |              | XVIe siècle.                  | Le Bassan.                              | Env. 1,50 mètre de hauteur sur 1,00 mètre de longueur.   | Monument historique (1992). | Œuvre provenant de l'archevêché. | [ 41 ]     |
| 4   | Renobert et Pierre Chevroton             |              | Premier quart du XVIe siècle. | Auteur inconnu.                         | Env. 1,60 mètre de hauteur sur 0,60 mètre de longueur.   | Monument historique (1992). | Toile sur bois provenant de l'archevêché. Renobert Chevroton était abbé de Montbenoît et Pierre Chevroton capitaine d'Ornans.                                       | [ 42 ]     |
| 5   | Sainte Marguerite                        |              | XVIIe siècle.                 | Auteur inconnu.                         | Env. 1,00 mètre de hauteur sur 0,81 mètre de longueur.   | Monument historique (1992). | Toile sur bois. | [ 43 ]     |
| 6   | Le Martyre de saint Étienne              |              | 1678.                         | Jacques-Joseph Baudot.                  | Env. 1,58 mètre de hauteur sur 1,95 mètre de longueur.   | Monument historique (1992). | Toile sur bois réalisée d'après une version de Lebrun, dont on peut apercevoir en bas à droite la note : « JACOBUS JOSEPHUS BAUDOT BISUNTINUS PINGEBAT ANNO 1678 ». | [ 44 ]     |
| 7   | Saint Jean à la Porte Latine             |              | XVIIe siècle.                 | Auteur inconnu.                         | Env. 1,58 mètre de hauteur sur 1,95 mètre de longueur.   | Monument historique (1992). | Toile sur bois. | [ 45 ]     |
| 8   | La Prédication de saint Ferjeux          |              | XVIIe siècle.                 | Jean-François Baudot.                   | Env. 1,55 mètre de hauteur sur 1,50 mètre de longueur.   | Monument historique (1992). | Toile sur bois. | [ 46 ]     |
| 9   | Le Martyre des saints Ferréol et Ferjeux |              | XVIIe siècle.                 | Jean-François Baudot.                   | Env. 1,55 mètre de hauteur sur 1,50 mètre de longueur.   | Monument historique (1992). | | [ 47 ]     |
| 10  | Le Martyre de saint Vincent              |              | 1679.                         | Jacques-Joseph Baudot.                  | Env. 1,55 mètre de hauteur sur 1,50 mètre de longueur.   | Monument historique (1992). | | [ 48 ]     |
| 11  | Saint Jean à Patmos (de Baudot)          |              | XVIIe siècle.                 | Jacques-Joseph Baudot.                  | Env. 1,55 mètre de hauteur sur 1,50 mètre de longueur.   | Monument historique (1992). | | [ 49 ]     |
| 12  | Saint Jean à Patmos (de Colson)          |              | 1827                          | Guillaume-Francis Colson.               | Env. 2,80 mètres de hauteur sur 2,50 mètres de longueur. | Monument historique (1992). | | [ 49 ]     |

## Œuvres inaccessibles au public
Les œuvres actuellement inaccessibles au public sont : 
| Nom | Nom                                                           | Photographie | Date                            | Peintre         | Dimensions                                             | Classement                  | Notes                                                                                          | Références |
| --- | ------------------------------------------------------------- | ------------ | ------------------------------- | --------------- | ------------------------------------------------------ | --------------------------- | ---------------------------------------------------------------------------------------------- | ---------- |
| 1   | La Vierge à l'Enfant                                          |              | Quatrième quart du XVIe siècle. | Auteur inconnu. | Env. 0,92 mètre de hauteur sur 0,67 mètre de longueur. | Monument historique (1992). | Peinture à l'huile représentant la Vierge tenant dans ses mains un enfant.                     | [ 50 ]     |
| 2   | La Tête de saint Jean-Baptiste                                |              | 1561.                           | Auteur inconnu. | Env. 0,33 mètre de hauteur sur 0,38 mètre de longueur. | Monument historique (1992). | Toile marouflée sur bois représentant la tête de Saint-Jean Baptiste posée sur un bloc taillé. | [ 51 ]     |
| 3   | Saint François de Sales                                       |              | XIXe siècle.                    | Auteur inconnu. | Env. 1,07 mètre de hauteur sur 1,56 mètre de longueur. | Monument historique (1992). | Toile sur bois doré.                                                                           | [ 52 ]     |
| 4   | Le Sacrifice de Melchisédech (face), et Saint Évêque (revers) |              | Inconnue.                       | Auteur inconnu. | Env. 1,20 mètre de hauteur sur 0,53 mètre de longueur. | Monument historique (1992). | Tableau peint sur bois et doré des deux côtés.                                                 | [ 53 ]     |